# 從今以後
《從今以後》（英語：All Shall Be Well）是一部2024年香港女同性戀劇情电影，由楊曜愷執導及編劇，並由區嘉雯、太保、許素瑩、梁仲恆、廖子妤、梁雍婷主演，李琳琳特別演出。此片入選第74屆柏林影展電影大觀單元，並且獲得柏林影展泰迪熊獎，是繼1998年關錦鵬導演的《愈快樂愈墮落》以及2007年周美玲執導的《刺青》後相隔17年再次有華語電影奪得該項殊榮。泰迪熊獎每年的主題都不一樣，一般被視為同志電影獎項的最高榮譽。其後電影發行權賣到全球多地，在美國和法國等地上映時也反應不俗，並接連獲得多個國際電影獎項提名。

## 名稱
《從今以後》來源自新人結婚時會讀出的誓詞：
「從今以後，無論是順境或逆境，富足或貧窮，健康或疾病，我都將愛護你、珍惜你，直到天長地久。」

## 劇情
Angie（區嘉雯飾）與Pat（李琳琳飾）是同居逾40年的女同性戀人。Pat突然在睡夢中猝死，Angie在處理Pat身後事時，與Pat的其他親人漸漸出現分歧，而因Pat沒有遺囑及香港同性婚姻法例落後，令Angie無法按其遺願處理遺產、安排葬禮，甚至連承載她們半生回憶的家也被曾經視如至親的人奪去……

## 演員
- 區嘉雯 飾演 汪紫盈（Angie）
- 太　保 飾演 胡志成（Pat兄長）
- 許素瑩 飾演 沈月美（成妻子）
- 梁仲恆 飾演 胡振威（Victor）（成兒子）
- 廖子妤 飾演 胡詩韻（Fanny）（成女兒）
- 黎濟銘 飾演 琛（Fanny丈夫）
- 梁雍婷 飾演 Kitty（Victor女友）
- 岑樂怡 飾演 Wendy（銀行職員）
- 李琳琳（特別演出）飾演 胡碧玉（Pat）

## 上映
《從今以後》於2024年2月16日作為第74屆柏林影展全景單元的一部分進行了全球首映。
2023年12月，柏林的公司Films Boutique在電影於柏林電影節首映前獲得了此片的發行權。
電影於2024年3月28日作為第48屆香港國際電影節的開幕片。 2024年5月26日電影在Inside Out電影及視頻節上進行了加拿大首映。
2024年6月6日電影在第71屆悉尼電影節的主展映單元中放映。
2024年7月13日電影於第23屆紐約亞洲電影節的「LGBTQ+ Visions & Horizon: Queer Unbound」單元中放映。 這部電影也於2024年10月10日在第61屆倫敦電影節的「Strands: Love」單元中放映。
電影亦入選了第35屆新加坡國際電影節的Standpoint單元，並於2024年11月29日放映。

## 評價
根据評論匯總网站爛番茄汇总的23篇评论文章，100%的评论家给予该作正面评价，平均打分为7.9分（满分10分） 在Metacritic上，8位影評人共給予了82分的分數（滿分100分），這部電影獲得了「一致好評」。
IndieWire的Josh Slater-Williams在柏林電影節上評分A，並寫道：「編導楊曜愷感人至深的第四部作品溫柔地探討了突如其來的失去後的影響，在最初的悲痛期中，不確定性和混亂因特定情況下需要處理的微妙談判而更加複雜。」
Loud And Clear Reviews的Clotilde Chinnici給予四星評分並表示：「如果有一部電影能捕捉這種平凡卻又撼動世界的悲痛，那就是這部。《從今以後》將在90分鐘的放映中打碎你的心，但到了最後，我們才發現一切都是值得的。」
The Hollywood News的Paul Heath在柏林電影節上給予四星評分並寫道：「講述動人且演繹出色，《從今以後》是一部令人投入且非常感傷的劇情片，是今年柏林電影節全景單元的亮點。」
Asian Movie Pulse的Olivia Popp表示：「楊的最新作品慷慨而不沉溺，將家庭劇這一親切的類型置於當今香港LGBTQ群體的現實背景中……在場景之間，楊插入了從下方拍攝的香港高樓大廈，這座城市既是這對伴侶的避風港——街市攤販都認得她們——同時也是未知的威脅來源。」

## 獎項與提名
| 年度 | 典禮                       | 獎項               | 入圍者         | 結果   |
| ---- | -------------------------- | ------------------ | -------------- | ------ |
| 2024 | 第74屆柏林影展             | 觀眾票選獎－劇情片 | 不適用         | 第三位 |
| 2024 | 第74屆柏林影展             | 泰迪熊獎           | 不適用         | 獲獎   |
| 2024 | 第61屆金馬獎               | 最佳劇情片         | 不適用         | 提名   |
| 2024 | 第61屆金馬獎               | 最佳導演           | 楊曜愷         | 提名   |
| 2024 | 第61屆金馬獎               | 最佳女主角         | 區嘉雯         | 提名   |
| 2024 | 第61屆金馬獎               | 最佳剪輯           | 張叔平、黎冠東 | 提名   |
| 2024 | 第48屆舊金山國際同志影展   | 最佳敘事片         | 不適用         | 獲獎   |
| 2025 | 第31屆香港電影評論學會大獎 | 最佳電影           | 不適用         | 提名   |
| 2025 | 第31屆香港電影評論學會大獎 | 最佳導演           | 楊曜愷         | 提名   |
| 2025 | 第31屆香港電影評論學會大獎 | 最佳編劇           | 楊曜愷         | 提名   |
| 2025 | 第31屆香港電影評論學會大獎 | 推薦電影           | 不適用         | 獲獎   |
| 2025 | 第18屆亞洲電影大獎         | 最佳女配角         | 李琳琳         | 提名   |
| 2025 | 第43屆香港電影金像獎       | 最佳電影           | 不適用         | 提名   |
| 2025 | 第43屆香港電影金像獎       | 最佳導演           | 楊曜愷         | 提名   |
| 2025 | 第43屆香港電影金像獎       | 最佳編劇           | 楊曜愷         | 提名   |
| 2025 | 第43屆香港電影金像獎       | 最佳女主角         | 區嘉雯         | 提名   |
| 2025 | 第43屆香港電影金像獎       | 最佳女配角         | 李琳琳         | 提名   |

## 外部連結
- 導演楊曜愷與角色原型對談 同志喪偶後失去及找回自尊
- 香港影庫上《從今以後》的資料（繁體中文）
- 豆瓣电影上《從今以後》的資料 （简体中文）
- 開眼電影網上《從今以後》的資料（繁體中文）
- 爛番茄上《從今以後》的資料（英文）
- 互联网电影数据库（IMDb）上《從今以後》的资料（英文）